# Марсник 2
Марсник 2 (още познат като Марс 1960Б) е орбитален космически апарат унищожен по време на изстрелването си на 14 октомври 1960 г. Той е част от съветската програма Марс. Сондата е трябвало да прелети в близост до Марс, но е унищожена след като ракетата-носител Мълния не успява да я изведе в орбита.
Марсник 2 е вторият космически апарат от тип 1М, изстрелян четири дни след провала с идентичния космически апарат Марсник 1. Марсник 2 е изстрелян с друга ракета Мълния със сериен номер Л1-5М. Изстрелването е осъществено от ракетна площадка Гагаринов старт, космодрума Байконур в 13:51:03 UTC на 14 октомври 1960 г.
По време на подготовката за полета, се появява теч на окислителя течен кислород с криогенна температура, който се разлива върху смукателния клапан на двигателя. Този теч замразява горивото RP-1 и двигателя не успява да се възпламени. Космическият апарат не успява да достигне орбита.